# Роберт-Ковалевич Іван
Роберт-Ковалевич Іван (також Ковалевич Іван; 1896—1978) — український євангельський діяч родом з Галичини. Україно-канадський протестантський теолог, пастор Об'єднаної Церкви Канади (англ. United Church of Canada); організатор Центру культури імені Івана Франка в Торонто. Суспільний і релігійний діяч серед українців у Канаді.

## Короткий життєпис
З 1911 р. — на еміграції в Арґентині, з 1914 р. — в Канаді. У 1929—1965 роках український проповідник у Пресвітерській, а пізніше Об'єднаній Церкві Канади (Саскачеван, Вінніпег, Торонто, Квебек); 1947—1958 рр. редактор «Канадійського Ранку». З 1922 р. майже постійний член (інколи голова) проводу Українського Євангельського Об'єднання у Північній Америці, з 1949 р. — член Екзекутиви і Президії Комітету Українців Канади. Публіцистичні статті (переклади в українській протестантській пресі).